# Alcorcón
Alcorcón är en stad inom Madrids storstadsområde i centrala Spanien, belägen 13 km från Madrid i sydvästlig riktning. Staden växer kontinuerligt genom invandring från andra delar av Spanien och hade 173 625 invånare (2024). Nyligen beviljades staden titeln "Gran Ciudad de la Comunidad de Madrid" (Storstad inom kommunen Madrid), en titel som ges till kommuner i Madrids storstadsområde med över 150 000 invånare.

## Historia
Lämningar från forntida bosättningar har hittats vid ett vattendrag i området. Första gången namnet Alcorcón omnämns är i två dokument från 1208. Staden förde länge en slumrande tillvaro och hade 1955 endast 1 370 invånare, men exploderade sedan befolkningsmässigt och hade 20 år senare 112 616 invånare.

## Klimat
|                                            | Jan  | Feb  | Mar  | Apr  | Maj  | Jun  | Jul  | Aug  | Sep  | Okt  | Nov  | Dec  |
| ------------------------------------------ | ---- | ---- | ---- | ---- | ---- | ---- | ---- | ---- | ---- | ---- | ---- | ---- |
| Normaldygnets maximitemperaturs medelvärde | 10,6 | 12,2 | 15,6 | 17,2 | 21,7 | 27,8 | 32,2 | 32,2 | 27,8 | 20,0 | 14,4 | 11,1 |
| Normaldygnets minimitemperaturs medelvärde | 0,0  | 1,7  | 3,3  | 5,6  | 8,9  | 13,3 | 16,1 | 16,1 | 12,8 | 8,3  | 3,9  | 1,7  |
|                                            |      |      |      |      |      |      |      |      |      |      |      |      |
| Nederbörd                                  | 45,7 | 43,2 | 38,1 | 45,7 | 40,6 | 25,4 | 10,2 | 10,2 | 30,5 | 45,7 | 63,5 | 48,3 |

| Diagram | temperaturer i °C • månadsnederbörd i mm • Källa: The Weather Channel Interactive, Inc. | temperaturer i °C • månadsnederbörd i mm • Källa: The Weather Channel Interactive, Inc. | temperaturer i °C • månadsnederbörd i mm • Källa: The Weather Channel Interactive, Inc. | temperaturer i °C • månadsnederbörd i mm • Källa: The Weather Channel Interactive, Inc. | temperaturer i °C • månadsnederbörd i mm • Källa: The Weather Channel Interactive, Inc. | temperaturer i °C • månadsnederbörd i mm • Källa: The Weather Channel Interactive, Inc. | temperaturer i °C • månadsnederbörd i mm • Källa: The Weather Channel Interactive, Inc. | temperaturer i °C • månadsnederbörd i mm • Källa: The Weather Channel Interactive, Inc. | temperaturer i °C • månadsnederbörd i mm • Källa: The Weather Channel Interactive, Inc. | temperaturer i °C • månadsnederbörd i mm • Källa: The Weather Channel Interactive, Inc. | temperaturer i °C • månadsnederbörd i mm • Källa: The Weather Channel Interactive, Inc. | temperaturer i °C • månadsnederbörd i mm • Källa: The Weather Channel Interactive, Inc. |
|         | 46 11 0                                                                                 | 43 12 2                                                                                 | 38 16 3                                                                                 | 46 17 6                                                                                 | 41 22 9                                                                                 | 25 28 13                                                                                | 10 32 16                                                                                | 10 32 16                                                                                | 31 28 13                                                                                | 46 20 8                                                                                 | 64 14 4                                                                                 | 48 11 2                                                                                 |

## Galleri

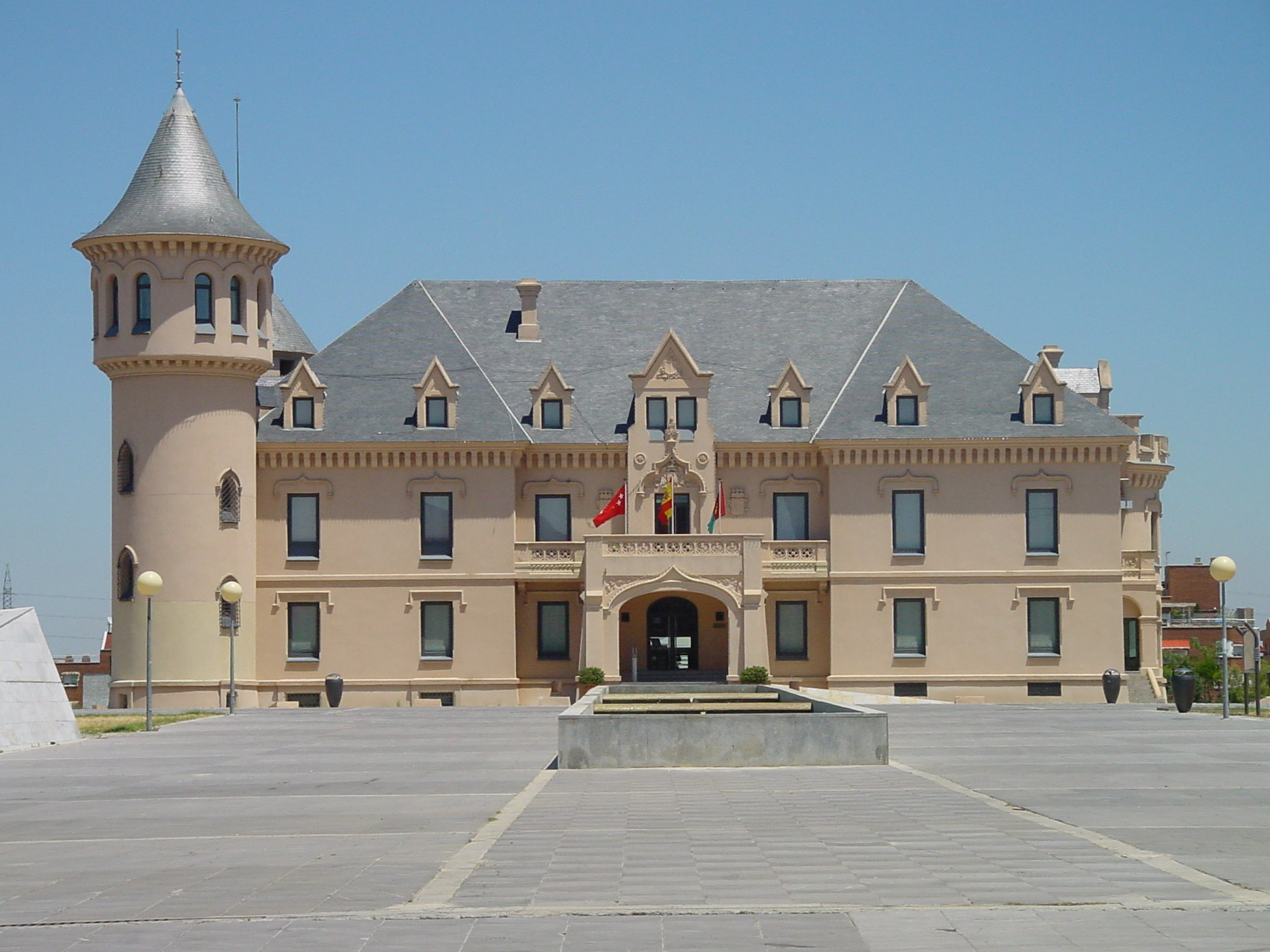
Museo de Arte en Vidrio de Alcorcón
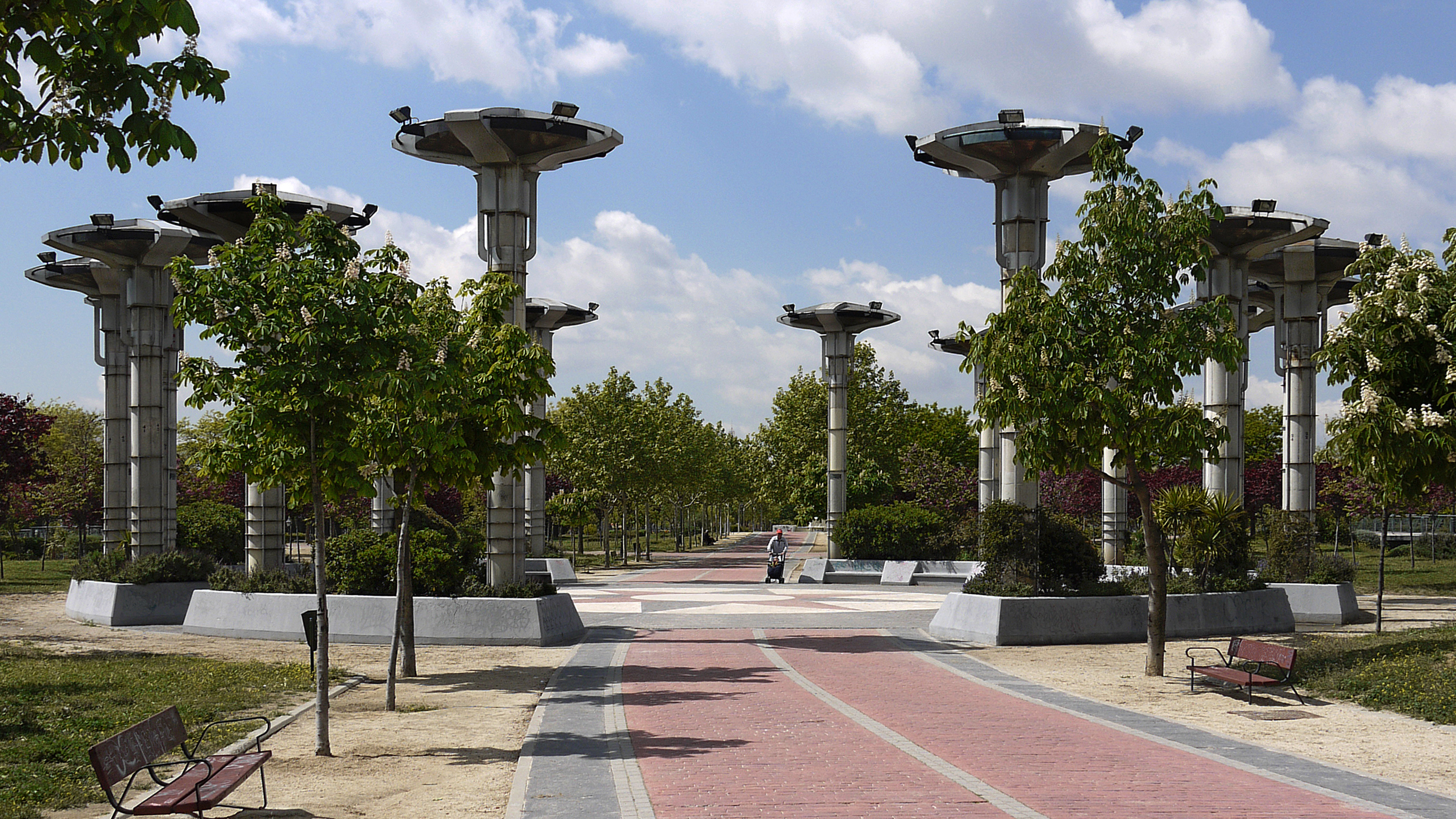
Park i Alcorcón
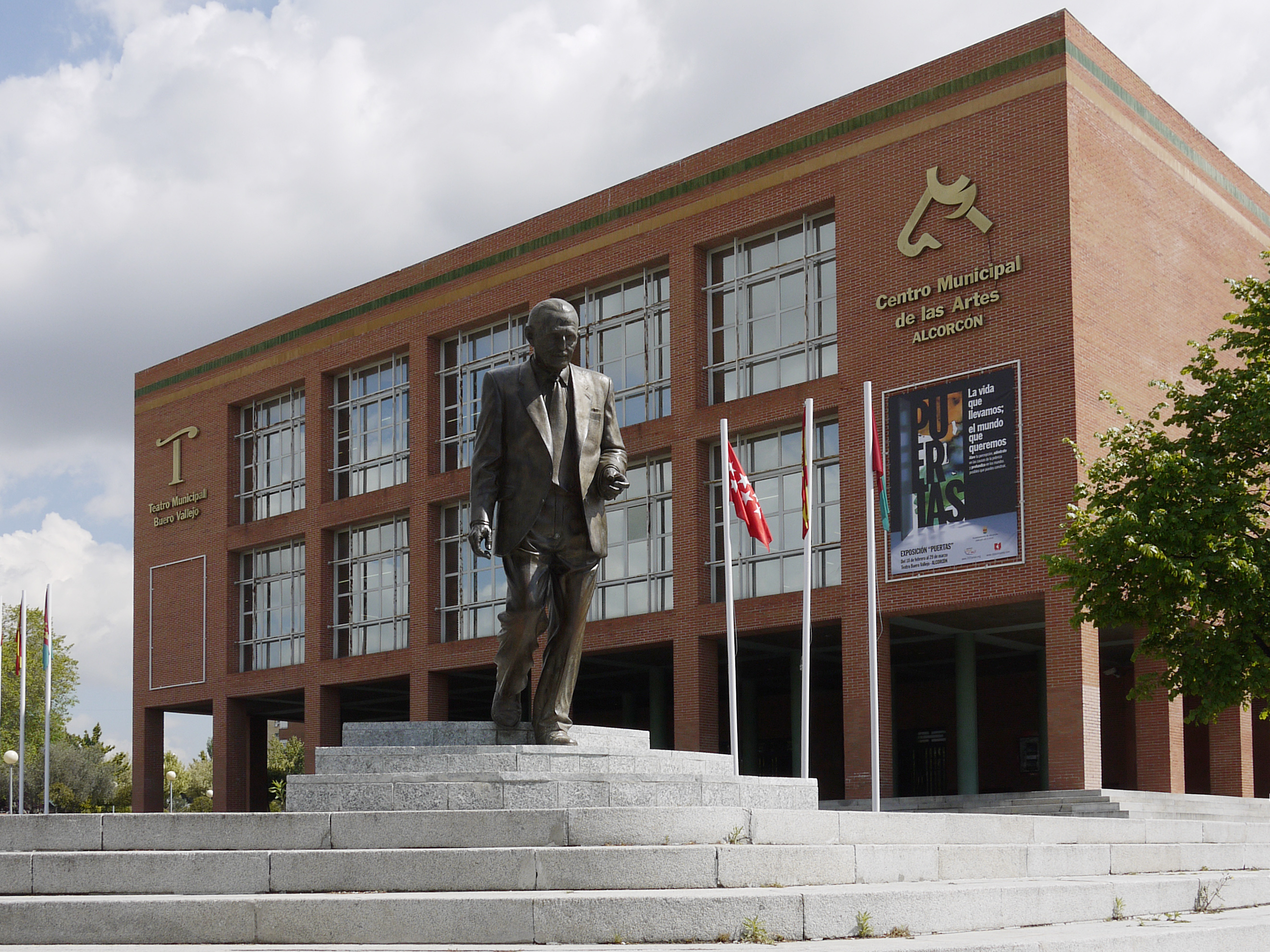
Kommunalt konstcentrum
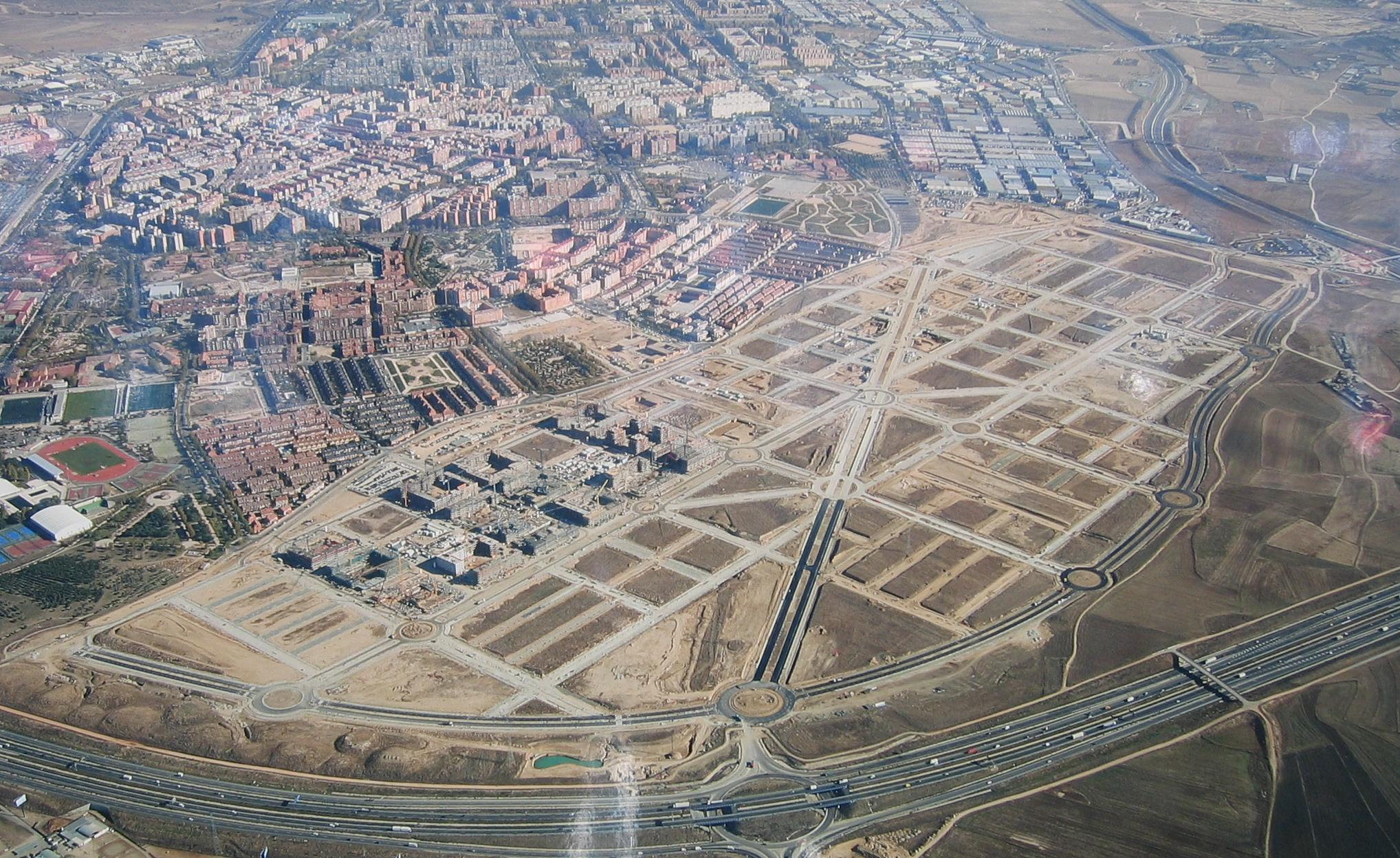
Flygbild över exploateringsområde i södra Alcorcón